# Olax
- Commons
- Wikispecies

Olax é um género botânico pertencente à família Olacaceae.

## Sinonímia
- Drebbelia Zoll.
- Fissilia Comm. ex Juss.
- Pseudaleia Thouars
- Spermaxyrum Labill.

## Espécies
- Olax angulata
- Olax benthamiana
- Olax dissitiflora
- Olax imbricata
- Olax phyllanthi
- Olax psittacorum
- «Lista completa»

## Classificação do gênero
| Sistema | Classificação                     | Referência               |
| ------- | --------------------------------- | ------------------------ |
| Linné   | Classe Triandria, ordem Monogynia | Species plantarum (1753) |